# Stomachetosella
Stomachetosella is een mosdiertjesgeslacht uit de familie van de Stomachetosellidae en de orde Cheilostomatida. De wetenschappelijke naam ervan is in 1917 voor het eerst geldig gepubliceerd door Ferdinand Canu en Ray Smith Bassler.

## Soorten
- Stomachetosella abyssicola Osburn, 1952
- Stomachetosella balani (O'Donoghue & de Watteville, 1944)
- Stomachetosella collaris (Kluge, 1946)
- Stomachetosella condylata Soule, Soule & Chaney, 1995
- Stomachetosella decorata Grischenko, Dick & Mawatari, 2007
- Stomachetosella distincta Osburn, 1952
- Stomachetosella magniporata (Nordgaard, 1906)
- Stomachetosella normani Hayward, 1994
- Stomachetosella perforata (Canu & Bassler, 1929)
- Stomachetosella sienna Dick & Ross, 1988
- Stomachetosella tuberculata Androsova, 1958

Niet geaccepteerde soorten:
- Stomachetosella cruenta (Busk, 1854) → Stomacrustula cruenta (Busk, 1854)
- Stomachetosella hincksi Powell, 1968 → Stomacrustula hincksi (Powell, 1968)
- Stomachetosella incerta Kluge, 1929 → Schizoporella incerta Kluge, 1929
- Stomachetosella limbata (Lorenz, 1886) → Stomacrustula limbata (Lorenz, 1886)
- Stomachetosella producta (Packard, 1863) → Stomacrustula producta (Packard, 1863)
- Stomachetosella sinuosa (Busk, 1860) → Stomacrustula sinuosa (Busk, 1860)